# John Smith (politikus, 1752–1816)
John Smith (Mastic, 1752. február 12. – Mastic, 1816. augusztus 12.) az Amerikai Egyesült Államok szenátora (New York, 1804–1813).